# Павленко Григорій Олексійович
Павленко Григорій Олексійович — радянський і український художник кіно.
Народ. 28 серпня 1925 р. Помер 1992 р.

## Фільмографія
Оформив декорації до кінокартин:
- «Повість про Пташкіна» (1964)
- «Циган» (1967)
- «Втікач з «Янтарного»» (1968)
- «Карантин» (1968)
- «Поштовий роман» (1969)
- «Пропала грамота» (1972, у співавт.).

Хдожник-постановник у фільмах:
- «Чи вмієте ви жити?» (1970)
- «Віра, Надія, Любов» (1972)
- «Новосілля» (1973)
- «Канал» (1975)
- «Еквілібрист» (1976, у співавт. з О. Вдовиченком)
- «Спокута чужих гріхів» (1978, у співавт. з А. Добролежею)
- «Київські зустрічі» (1979, у співавт.)
- «Дударики» (1980)
- «Скляне щастя» (1981)
- «Без року тиждень» (1982, т/ф)
- «Тепло студеної землі» (1984, т/ф, 2 а)
- «Слухати у відсіках» (1985)
- «Дорога до пекла» (1988) та ін.